# Guillermo Cano Isaza
Pour les articles homonymes, voir Cano.
Guillermo Cano Isaza, né le 12 août 1925 à  Bogotá (Colombie), et mort le 17 décembre 1986 dans la même ville, était un journaliste colombien.
Il est abattu à Bogota le 17 décembre 1986 par des sicaires de Pablo Escobar, alors que Cano menait une campagne depuis son journal pour avoir l’approbation d'extradition comme mécanisme anti-narcotrafic; mais aussi Guillermo Cano dénonçait l'infiltration d'Escobar dans la politique nationale.
Il a été l'un des derniers journalistes de la famille de Fidel Cano, qui avait fondé le journal El Espectador. Comme journaliste, il a été chroniqueur de corridas, chroniqueur sportif, hippique, culturel et politique.
Il a dirigé El Espectador de 1952 jusqu'au jour de son assassinat, devant le siège du journal.
Depuis 1997 l'UNESCO remet chaque année le prix mondial de la liberté de la presse qui porte son nom.